# Jamie Denbo
Jamie Denbo (Massachusetts, 24 de julho de 1973) é uma atriz, humorista e escritora norte-americana, conhecido pela participação na série Orange Is the New Black.